# Menecme
|  | Per a altres significats, vegeu «Manecme». |

Menecme (grec antic: Μέναιχμος)  (Alopeconès, c. 380 aC - Cízic, c. 320 aC) va ser un filòsof i matemàtic grec. Nascut a Alopeconès (actualment península de Gal·lípoli, Turquia) i conegut per la seva amistat amb el gran filòsof Plató.
Malgrat que és conegut per haver estat el descobridor de les seccions còniques en la cerca d'una solució per la duplicació del cub, el cert és que no es disposa d'ell més que de referències d'altres autors molt posteriors.
És citat per Procle (segle V dC), qui ens diu que va ser deixeble d'Èudox de Cnidos. També està relacionat amb les Suides (segle X dC), que li atribueixen obres de filosofia i tres llibres sobre La República de Plató.
Per una anècdota narrada per Estobeu (segle V dC) es considera que potser va ser preceptor d'Alexandre el Gran. Segons Estobeu, quan Alexandre li va demanar una forma ràpida d'aprendre geometria, Menecme li va contestar:
Oh, rei! Per recórrer el país hi ha carreteres reials i camins populars, però per aprendre geometria només hi ha una via.
Sembla que va ser el primer a demostrar que l'el·lipse, la paràbola i la hipèrbole s'obtenen tallant un con amb un pla no paral·lel a la base. Eutoci, en el seu llibre Sobre l'esfera i el cilindre, descriu el mètode emprat per Menecme, que es basa a calcular dues mitges proporcionals entre dues línies rectes ({\displaystyle a} i {\displaystyle 2a}), de tal forma que {\displaystyle a:x=x:y=y:2a}. En termes moderns és el mateix que resoldre simultàniament qualsevol parell de les tres equacions següents:
{\displaystyle x^{2}=ay,\ y^{2}=2ax,\ xy=2a^{2}}